# Tarás (España)
Tarás (llamada oficialmente San Xián de Tarás) es una parroquia y un lugar español del municipio de Outes, en la provincia de La Coruña, Galicia.

## Entidades de población
Entidades de población que forman parte de la parroquia:<ref 
- A Barreira
- Ceilán
- Espiñeiro
- O Sino
- Ribademar
- Tarás

## Despoblado
- Ribadefonte

## Demografía

### Parroquia
| Gráfica de evolución demográfica de Tarás (parroquia) entre 2000 y 2019 |
|                                                                         |
| Datos según el nomenclátor publicado por el INE.                        |

### Lugar
| Gráfica de evolución demográfica de Tarás (lugar) entre 2000 y 2019 |
|                                                                     |
| Datos según el nomenclátor publicado por el INE.                    |